# النقع (العدين)

تعديل مصدري - تعديل

النقع محلة تابعة لقرية الحمراء، التابعة لعزلة بني عبد الله بمديرية العدين إحدى مديريات محافظة إب في الجمهورية اليمنية، بلغ تعداد سكانها 25 حسب تعداد اليمن لعام 2004.